# Live Cream
Live Cream je výběrový živák britské skupiny Cream, který vyšel v roce 1970. Cream byli skupinou stvořenou pro živá vystoupení, při nichž mohl každý z muzikantů naplno uplatnit svůj hudební um i potenciál svých nástrojů. Svou sílu na pódiu dokazují také na tomto albu, tvořeném z větší části live verzemi skladeb z první desky Fresh Cream. Jedinou výjimkou je bluesový tradicionál "Lawdy Mama". Každá z těchto pěti písní, které byly natočeny během sanfranciských koncertů v březnu 1968, je zahrána až s elektrizující přesností a zároveň hravostí, dokazující dokonalou souhru a hudební cítění této „supertrojky“.

## Seznam skladeb

### Strana 1
1. "N.S.U."(Bruce) –10:15
  - Nahrané 10. března 1968, Winterland, San Francisco.
2. "Sleepy Time Time"(Bruce, Janet Godfrey) –6:52
  - Nahrané 9. března 1968, Winterland, San Francisco.

### Strana 2
1. "Sweet Wine"(Ginger Baker, Godfrey) –15:16
  - Nahrané 10. března 1968, Winterland, San Francisco.
2. "Rollin' and Tumblin'"(Muddy Waters) –6:42
  - Nahrané 7. března 1968, The Fillmore, San Francisco.
3. "Lawdy Mama"(Traditional, arr. Eric Clapton) –2:46
  - Studiové nahrávky z dob Disraeli Gears, 1967

## Sestava
- Jack Bruce - baskytara, zpěv, harmonika
- Eric Clapton - kytara, zpěv
- Ginger Baker - bicí, perkuse, zpěv